# Huta (Dukt)
Huta – przysiółek wsi Dukt w Polsce, położony w województwie mazowieckim, w powiecie ciechanowskim, w gminie Glinojeck.
W latach 1975–1998 przysiółek administracyjnie należał do województwa ciechanowskiego.
Wierni Kościoła rzymskokatolickiego należą do parafii św. Stanisława Biskupa Męczennika w Glinojecku.